# Divisor de tensió

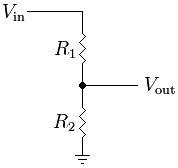
Esquema d'un divisor de tensió.

Un divisor de tensió permet reduir un voltatge d'entrada a una fracció d'aquest, sempre que la intensitat que prenem per mesurar aquest voltatge sigui menyspreable.
En aquest exemple es pot obtenir un voltatge Vout que és una fracció de Vin segons l'expressió
{\displaystyle V_{out}={\frac {R_{2}}{R_{1}+R_{2}}}V_{in}}

Naturalment, es pot substituir el conjunt per un potenciòmetre, traient {\displaystyle V_{out}} del cursor. D'aquesta manera podem ajustar el valor de {\displaystyle V_{out}}, especialment si fixem {\displaystyle V_{in}} (per exemple, utilitzant la tensió d'alimentació), i utilitzar-lo com a valor de consigna.